# Julián Leal
Ómar Julián Leal Covelli (ur. 11 maja 1990 w Bucaramanga) – kolumbijski (wcześniej włoski) kierowca wyścigowy.

## Życiorys

### Formuła Renault
Julián Leal po zakończeniu kariery kartingowej, rozpoczął starty w Formule Renault PanamGP w 2006 roku. Zdobyte punkty sklasyfikowały go na 9. pozycji. Rok później wziął udział w jednej rundzie. Ostatecznie zmagania zakończył na 17. miejscu.

### Euroseria 3000
W latach 2007–2008 Kolumbijczyk reprezentował włoską stajnię Durango, w Euroserii 3000. W pierwszym podejściu rywalizację ukończył na 9. lokacie (na jedenastej we włoskim cyklu). W drugim roku startów czterokrotnie stawał na podium, ostatecznie zajmując 6. pozycję, w ogólnej punktacji. Najlepsze wyniki uzyskał na włoskich obiektach, tak więc to pozwoliło mu sięgnąć po tytuł mistrzowski we włoskiej edycji.

### Formuła Renault 3.5
W latach 2009–2010 Leal brał udział w Formule Renault 3.5. W obu przypadkach w klasyfikacji generalnej zajmował 20. miejsce. W pierwszym sezonie startów ścigał się we włoskiej ekipie Prema Powerteam. Tylko w jednym wyścigu zdobył punkty, stając na najniższym stopniu podium, podczas drugiego wyścigu, na węgierskim torze Hungaroring. W drugim podejściu, w hiszpańskiej stajni International DracoRacing, trzykrotnie dojechał na punktowanych lokatach, najlepiej spisując się w sobotnich zmaganiach, w czeskim Brnie, w którym został sklasyfikowany na 4. pozycji.

### Auto GP
W sezonie 2010 Julián Leal startował również w nowo powstałej serii Auto GP. We włoskiej stajni Trident Racing, Kolumbijczyk pięciokrotnie meldował się w pierwszej ósemce. Największym sukcesem Leala było zwycięstwo podczas pierwszego wyścigu, na torze Navara w Hiszpanii. Ostatecznie rywalizację zakończył na 9. lokacie.

### Seria GP2
W roku 2011 Kolumbijczyk podpisał kontrakt z włoskim zespołem Rapax Team, na starty w azjatyckim cyklu GP2. W pierwszych dwóch sezonach startów zajął odpowiednio 27 i 21 miejsce w klasyfikacji generalnej. Na sezon 2013 podpisał kontrakt z hiszpańską ekipą Racing Engineering. W ciągu 22 wyścigów, w których wystartował, dwukrotnie stawał na podium, ale nigdy nie zwyciężał. Z dorobkiem 62 punktów uplasował się na dwunastej pozycji w klasyfikacji generalnej.
Na sezon 2014 Kolumbijczyk podpisał kontrakt z brytyjską ekipą Carlin. Wystartował łącznie w 22 wyścigach. W obu wyścigach rundy w Bahrajnie stawał na podium. W głównym wyścigu był drugi, a w sprincie - trzeci. Uzbierał łącznie 68 punktów, które zapewniły mu 10. miejsce w końcowej klasyfikacji kierowców.
W roku 2015 Leal kontynuował współpracę z zespołem Trevora Carlina. Nie odnotował jednak progresu wyników, a wręcz przeciwnie - w ciągu szesnastu wyścigów punktował sześciokrotnie, najlepszy wynik odnotowując w niedzielnej rywalizacji, na belgijskim torze Spa-Francorchamps, gdzie był czwarty. Po tej rundzie jego miejsce w składzie zajął Brytyjczyk Dean Stoneman. Zdobyte punkty sklasyfikowały Kolumbijczyka 14. pozycji w klasyfikacji generalnej.

## Wyniki

### GP2
| Legenda oznaczeń w tabelach wyników Wyświetl szablon na nowej stronie | Legenda oznaczeń w tabelach wyników Wyświetl szablon na nowej stronie                                                                     |
| Oznaczenie                                                            | Wyjaśnienie |
| --------------------------------------------------------------------- | --- |
| Złoty                                                                 | Zwycięzca lub mistrzostwo |
| Srebrny                                                               | 2. miejsce lub wicemistrzostwo |
| Brązowy                                                               | 3. miejsce lub II wicemistrzostwo |
| Zielony                                                               | Ukończył, punktował (w klasyfikacji generalnej, gdy zdobył co najmniej jeden punkt na przestrzeni sezonu, poza trzema powyższymi opcjami) |
| Niebieski                                                             | Ukończył, nie punktował (w klasyfikacji generalnej, gdy nie zdobył co najmniej jednego punktu na przestrzeni sezonu)                      |
| Czerwony                                                              | Nie zakwalifikował się (NZ) |
| Czerwony                                                              | Nie prekwalifikował się (NPK) |
| Różowy                                                                | Nie ukończył (NU) |
| Różowy                                                                | Niesklasyfikowany (NS) (w klasyfikacji generalnej, gdy nie został sklasyfikowany w żadnym wyścigu sezonu)                                 |
| Czarny                                                                | Zdyskwalifikowany (DK) |
| Czarny                                                                | Wykluczony (WYK/EX) |
| Biały                                                                 | Nie wystartował (NW) |
| Biały                                                                 | Kontuzjowany (K/INJ) |
| Biały                                                                 | Wyścig odwołany (OD/C) |
| Bez koloru                                                            | Został wycofany (WYC/WD) |
| Bez koloru                                                            | Nie przybył (NP/DNA) |
| Bez koloru                                                            | Nie brał udziału w treningach (NT/DNP) |
| Bez koloru                                                            | Nie został zgłoszony (–) |
| Pogrubienie                                                           | Start z pole position |
| Kursywa                                                               | Najszybsze okrążenie wyścigu |
| †                                                                     | Nie ukończył, ale jego rezultat został zaliczony ze względu na przejechanie więcej niż 90% dystansu wyścigu.                              |
| *                                                                     | Sezon w trakcie |
| 1/2/3                                                                 | Punktowana pozycja w sprincie kwalifikacyjnym                                                                                             |
| Lista systemów punktacji Formuły 1                                    | |

| Rok  | Zespół             | Wyniki w poszczególnych eliminacjach | Wyniki w poszczególnych eliminacjach | Wyniki w poszczególnych eliminacjach | Wyniki w poszczególnych eliminacjach | Wyniki w poszczególnych eliminacjach | Wyniki w poszczególnych eliminacjach | Wyniki w poszczególnych eliminacjach | Wyniki w poszczególnych eliminacjach | Wyniki w poszczególnych eliminacjach | Wyniki w poszczególnych eliminacjach | Wyniki w poszczególnych eliminacjach | Wyniki w poszczególnych eliminacjach | Wyniki w poszczególnych eliminacjach | Wyniki w poszczególnych eliminacjach | Wyniki w poszczególnych eliminacjach | Wyniki w poszczególnych eliminacjach | Wyniki w poszczególnych eliminacjach | Wyniki w poszczególnych eliminacjach | Wyniki w poszczególnych eliminacjach | Wyniki w poszczególnych eliminacjach | Wyniki w poszczególnych eliminacjach | Wyniki w poszczególnych eliminacjach | Wyniki w poszczególnych eliminacjach | Wyniki w poszczególnych eliminacjach | Punkty | Pozycja |
| ---- | ------------------ | ------------------------------------ | ------------------------------------ | ------------------------------------ | ------------------------------------ | ------------------------------------ | ------------------------------------ | ------------------------------------ | ------------------------------------ | ------------------------------------ | ------------------------------------ | ------------------------------------ | ------------------------------------ | ------------------------------------ | ------------------------------------ | ------------------------------------ | ------------------------------------ | ------------------------------------ | ------------------------------------ | ------------------------------------ | ------------------------------------ | ------------------------------------ | ------------------------------------ | ------------------------------------ | ------------------------------------ | ------ | ------- |
| 2011 | Rapax              | TUR                                  | TUR                                  | ESP                                  | ESP                                  | MON                                  | MON                                  | VAL                                  | VAL                                  | GBR                                  | GBR                                  | DEU                                  | DEU                                  | HUN                                  | HUN                                  | BEL                                  | BEL                                  | ITA                                  | ITA                                  |                                      |                                      |                                      |                                      |                                      |                                      | 0      | 27      |
| 2011 | Rapax              | 19                                   | NU                                   | 17                                   | 14                                   | NU                                   | NU                                   | 11                                   | 9                                    | 22                                   | 21                                   | 15                                   | 9                                    | 20                                   | NU                                   | NU                                   | NU                                   | 16                                   | NU                                   |                                      |                                      |                                      |                                      |                                      |                                      | 0      | 27      |
| 2012 | Trident Racing     | MAL                                  | MAL                                  | BHR                                  | BHR                                  | BHR                                  | BHR                                  | ESP                                  | ESP                                  | MON                                  | MON                                  | VAL                                  | VAL                                  | GBR                                  | GBR                                  | DEU                                  | DEU                                  | HUN                                  | HUN                                  | BEL                                  | BEL                                  | ITA                                  | ITA                                  | SIN                                  | SIN                                  | 9      | 21      |
| 2012 | Trident Racing     | 15                                   | 15                                   | 12                                   | 17                                   | 15                                   | 14                                   | 24                                   | 17                                   | 21                                   | NU                                   | 12                                   | 8                                    | 20                                   | 17                                   | 21                                   | 12                                   | 16                                   | 15                                   | 7                                    | 9                                    | 10                                   | 8                                    | 11                                   | 16                                   | 9      | 21      |
| 2013 | Racing Engineering | MAL                                  | MAL                                  | BHR                                  | BHR                                  | ESP                                  | ESP                                  | MON                                  | MON                                  | GBR                                  | GBR                                  | DEU                                  | DEU                                  | HUN                                  | HUN                                  | BEL                                  | BEL                                  | ITA                                  | ITA                                  | SIN                                  | SIN                                  | ARE                                  | ARE                                  |                                      |                                      | 62     | 12      |
| 2013 | Racing Engineering | 5                                    | NU                                   | 19                                   | 16                                   | 13                                   | 25                                   | NU                                   | 14                                   | 8                                    | 4                                    | 22                                   | 12                                   | 15                                   | 21                                   | 6                                    | 2                                    | 5                                    | 3                                    | NU                                   | 12                                   | 16                                   | 10                                   |                                      |                                      | 62     | 12      |
| 2014 | Carlin             | BHR                                  | BHR                                  | ESP                                  | ESP                                  | MON                                  | MON                                  | AUT                                  | AUT                                  | GBR                                  | GBR                                  | DEU                                  | DEU                                  | HUN                                  | HUN                                  | BEL                                  | BEL                                  | ITA                                  | ITA                                  | RUS                                  | RUS                                  | ARE                                  | ARE                                  |                                      |                                      | 68     | 10      |
| 2014 | Carlin             | 2                                    | 3                                    | 4                                    | 5                                    | NU                                   | 16                                   | 13                                   | 7                                    | 5                                    | 5                                    | 16                                   | 18                                   | NU                                   | 15                                   | 13                                   | 10                                   | 13                                   | 17                                   | 9                                    | 17                                   | 12                                   | 11                                   |                                      |                                      | 68     | 10      |
| 2015 | Carlin             | BHR                                  | BHR                                  | ESP                                  | ESP                                  | MON                                  | MON                                  | AUT                                  | AUT                                  | GBR                                  | GBR                                  | HUN                                  | HUN                                  | BEL                                  | BEL                                  | ITA                                  | ITA                                  | RUS                                  | RUS                                  | BHR                                  | BHR                                  | ARE                                  |                                      |                                      |                                      | 38     | 14      |
| 2015 | Carlin             | 8                                    | 5                                    | NU                                   | 16                                   | 6                                    | 5                                    | 14                                   | 22                                   | 9                                    | 12                                   | 16                                   | 15                                   | 4                                    | 11                                   | 12                                   | 9                                    | -                                    | -                                    | -                                    | -                                    | -                                    |                                      |                                      |                                      | 38     | 14      |

### Azjatycka Seria GP2
| Legenda oznaczeń w tabelach wyników Wyświetl szablon na nowej stronie | Legenda oznaczeń w tabelach wyników Wyświetl szablon na nowej stronie                                                                     |
| Oznaczenie                                                            | Wyjaśnienie |
| --------------------------------------------------------------------- | --- |
| Złoty                                                                 | Zwycięzca lub mistrzostwo |
| Srebrny                                                               | 2. miejsce lub wicemistrzostwo |
| Brązowy                                                               | 3. miejsce lub II wicemistrzostwo |
| Zielony                                                               | Ukończył, punktował (w klasyfikacji generalnej, gdy zdobył co najmniej jeden punkt na przestrzeni sezonu, poza trzema powyższymi opcjami) |
| Niebieski                                                             | Ukończył, nie punktował (w klasyfikacji generalnej, gdy nie zdobył co najmniej jednego punktu na przestrzeni sezonu)                      |
| Czerwony                                                              | Nie zakwalifikował się (NZ) |
| Czerwony                                                              | Nie prekwalifikował się (NPK) |
| Różowy                                                                | Nie ukończył (NU) |
| Różowy                                                                | Niesklasyfikowany (NS) (w klasyfikacji generalnej, gdy nie został sklasyfikowany w żadnym wyścigu sezonu)                                 |
| Czarny                                                                | Zdyskwalifikowany (DK) |
| Czarny                                                                | Wykluczony (WYK/EX) |
| Biały                                                                 | Nie wystartował (NW) |
| Biały                                                                 | Kontuzjowany (K/INJ) |
| Biały                                                                 | Wyścig odwołany (OD/C) |
| Bez koloru                                                            | Został wycofany (WYC/WD) |
| Bez koloru                                                            | Nie przybył (NP/DNA) |
| Bez koloru                                                            | Nie brał udziału w treningach (NT/DNP) |
| Bez koloru                                                            | Nie został zgłoszony (–) |
| Pogrubienie                                                           | Start z pole position |
| Kursywa                                                               | Najszybsze okrążenie wyścigu |
| †                                                                     | Nie ukończył, ale jego rezultat został zaliczony ze względu na przejechanie więcej niż 90% dystansu wyścigu.                              |
| *                                                                     | Sezon w trakcie |
| 1/2/3                                                                 | Punktowana pozycja w sprincie kwalifikacyjnym                                                                                             |
| Lista systemów punktacji Formuły 1                                    | |

| Rok  | Zespół | Wyniki w eliminacjach | Wyniki w eliminacjach | Wyniki w eliminacjach | Wyniki w eliminacjach | Punkty | Pozycja |
| ---- | ------ | --------------------- | --------------------- | --------------------- | --------------------- | ------ | ------- |
| 2011 | Rapax  | ARE                   | ARE                   | ITA                   | ITA                   | 0      | 26      |
| 2011 | Rapax  | NU                    | 17                    | 16                    | 18                    | 0      | 26      |

### Formuła Renault 3.5
| Legenda oznaczeń w tabelach wyników Wyświetl szablon na nowej stronie | Legenda oznaczeń w tabelach wyników Wyświetl szablon na nowej stronie                                                                     |
| Oznaczenie                                                            | Wyjaśnienie |
| --------------------------------------------------------------------- | --- |
| Złoty                                                                 | Zwycięzca lub mistrzostwo |
| Srebrny                                                               | 2. miejsce lub wicemistrzostwo |
| Brązowy                                                               | 3. miejsce lub II wicemistrzostwo |
| Zielony                                                               | Ukończył, punktował (w klasyfikacji generalnej, gdy zdobył co najmniej jeden punkt na przestrzeni sezonu, poza trzema powyższymi opcjami) |
| Niebieski                                                             | Ukończył, nie punktował (w klasyfikacji generalnej, gdy nie zdobył co najmniej jednego punktu na przestrzeni sezonu)                      |
| Czerwony                                                              | Nie zakwalifikował się (NZ) |
| Czerwony                                                              | Nie prekwalifikował się (NPK) |
| Różowy                                                                | Nie ukończył (NU) |
| Różowy                                                                | Niesklasyfikowany (NS) (w klasyfikacji generalnej, gdy nie został sklasyfikowany w żadnym wyścigu sezonu)                                 |
| Czarny                                                                | Zdyskwalifikowany (DK) |
| Czarny                                                                | Wykluczony (WYK/EX) |
| Biały                                                                 | Nie wystartował (NW) |
| Biały                                                                 | Kontuzjowany (K/INJ) |
| Biały                                                                 | Wyścig odwołany (OD/C) |
| Bez koloru                                                            | Został wycofany (WYC/WD) |
| Bez koloru                                                            | Nie przybył (NP/DNA) |
| Bez koloru                                                            | Nie brał udziału w treningach (NT/DNP) |
| Bez koloru                                                            | Nie został zgłoszony (–) |
| Pogrubienie                                                           | Start z pole position |
| Kursywa                                                               | Najszybsze okrążenie wyścigu |
| †                                                                     | Nie ukończył, ale jego rezultat został zaliczony ze względu na przejechanie więcej niż 90% dystansu wyścigu.                              |
| *                                                                     | Sezon w trakcie |
| 1/2/3                                                                 | Punktowana pozycja w sprincie kwalifikacyjnym                                                                                             |
| Lista systemów punktacji Formuły 1                                    | |

| Rok  | Zespół                    | Wyniki w poszczególnych eliminacjach | Wyniki w poszczególnych eliminacjach | Wyniki w poszczególnych eliminacjach | Wyniki w poszczególnych eliminacjach | Wyniki w poszczególnych eliminacjach | Wyniki w poszczególnych eliminacjach | Wyniki w poszczególnych eliminacjach | Wyniki w poszczególnych eliminacjach | Wyniki w poszczególnych eliminacjach | Wyniki w poszczególnych eliminacjach | Wyniki w poszczególnych eliminacjach | Wyniki w poszczególnych eliminacjach | Wyniki w poszczególnych eliminacjach | Wyniki w poszczególnych eliminacjach | Wyniki w poszczególnych eliminacjach | Wyniki w poszczególnych eliminacjach | Wyniki w poszczególnych eliminacjach | Punkty | Pozycja |
| ---- | ------------------------- | ------------------------------------ | ------------------------------------ | ------------------------------------ | ------------------------------------ | ------------------------------------ | ------------------------------------ | ------------------------------------ | ------------------------------------ | ------------------------------------ | ------------------------------------ | ------------------------------------ | ------------------------------------ | ------------------------------------ | ------------------------------------ | ------------------------------------ | ------------------------------------ | ------------------------------------ | ------ | ------- |
| 2009 | Prema Powerteam           | CAT                                  | CAT                                  | BEL                                  | BEL                                  | MON                                  | HUN                                  | HUN                                  | GBR                                  | GBR                                  | FRA                                  | FRA                                  | PRT                                  | PRT                                  | DEU                                  | DEU                                  | ARA                                  | ARA                                  | 11     | 20      |
| 2009 | Prema Powerteam           | 15                                   | 19†                                  | 19                                   | 18                                   | 14                                   | 22                                   | 3                                    | 17                                   | 16                                   | NU                                   | 20                                   | 18                                   | 17                                   | 17                                   | 14                                   | 21                                   | 22†                                  | 11     | 20      |
| 2010 | International DracoRacing | ARA                                  | ARA                                  | BEL                                  | BEL                                  | MON                                  | CZE                                  | CZE                                  | FRA                                  | FRA                                  | HUN                                  | HUN                                  | DEU                                  | DEU                                  | GBR                                  | GBR                                  | CAT                                  | CAT                                  | 11     | 20      |
| 2010 | International DracoRacing | NU                                   | NU                                   | 11                                   | 12                                   | 16                                   | 4                                    | 13                                   | NU                                   | 19                                   | NU                                   | 16                                   | 13                                   | 9                                    | NU                                   | 10                                   | NU                                   | NU                                   | 11     | 20      |

### Podsumowanie
| Sezon | Seria                   | Zespół                    | Wyścigi | Zwycięstwa | PP | NO | Podium | Punkty | Poz. koń. |
| ----- | ----------------------- | ------------------------- | ------- | ---------- | -- | -- | ------ | ------ | --------- |
| 2006  | Formuła Renault PanamGP | Penix Unico               | 7       | 0          | 0  | 0  | 2      | 72     | 9         |
| 2007  | Formuła Renault PanamGP | ?                         | 2       | 0          | 0  | 0  | 0      | 16     | 17        |
| 2007  | Euroseria 3000          | Durango                   | 16      | 0          | 0  | 0  | 0      | 13     | 9         |
| 2007  | Włoska Formuła 3000     | Durango                   | 8       | 0          | 0  | 0  | 0      | 8      | 11        |
| 2008  | Euroseria 3000          | Durango                   | 15      | 0          | 1  | 0  | 4      | 38     | 6         |
| 2008  | Włoska Formuła 3000     | Durango                   | 8       | 0          | 1  | 0  | 4      | 35     | 1         |
| 2009  | Formuła Renault 3.5     | Prema Powerteam           | 17      | 0          | 0  | 0  | 1      | 11     | 20        |
| 2010  | Formuła Renault 3.5     | International DracoRacing | 17      | 0          | 0  | 0  | 0      | 11     | 20        |
| 2010  | Auto GP                 | Trident Racing            | 12      | 1          | 1  | 1  | 1      | 21     | 9         |
| 2011  | Seria GP2               | Rapax                     | 18      | 0          | 0  | 0  | 0      | 0      | 27        |
| 2011  | Azjatycka Seria GP2     | Rapax                     | 4       | 0          | 0  | 0  | 0      | 0      | 26        |
| 2012  | Seria GP2               | Trident Racing            | 24      | 0          | 0  | 0  | 0      | 9      | 21        |
| 2013  | Seria GP2               | Racing Engineering        | 22      | 0          | 0  | 0  | 2      | 62     | 12        |
| 2014  | Seria GP2               | Carlin                    | 22      | 0          | 0  | 1  | 2      | 68     | 10        |
| 2015  | Seria GP2               | Carlin                    | 16      | 0          | 0  | 0  | 0      | 38     | 14        |